# Ch'q'vishi
Ch'q'vishi (in georgiano ჭყვიში?) è un centro abitato della Georgia.